# Greenyard
Greenyard (vormals Greenyard Foods, noch früher PinguinLutosa und Pinguin) mit Sitz  in Sint-Katelijne-Waver ist eine belgische börsennotierte Unternehmensgruppe, die sowohl frisches Obst und Gemüse verarbeitet, als auch Fertiggerichte als Konserve oder Tiefkühlware herstellt sowie diese Erzeugnisse vermarktet.

## Geschichte

### Anfänge und anfängliche Expansion
Die Wurzeln von Greenyard Foods gehen zurück auf den kleinen Landproduktehandel Weduwe M. Dejonghe & Zonen („Witwe M. Dejonghe & Söhne“) im flämischen Teil Belgiens, der vorwiegend Karotten vermarktete. 1965 stiegen die Eigentümer, die drei Brüder Dejonghe, in das Geschäft mit tiefgekühltem Gemüse ein und bauten eine Fabrik in Westrozebeke, die jährlich 500 Tonnen davon verarbeitete.
1968 wurde das Unternehmen in Pinguin umfirmiert, 1986 ein weiterer Produktionsstandort in Langemark in Betrieb genommen. 1992 übergaben die Eigentümer das Unternehmen an ihre Kinder. 1995 folgte mit der Gründung von Légum’land Surgelés, einem Gemeinschaftsunternehmen mit französischen Landwirten und dem englischen Unternehmen Fisher Frozen Foods aus King’s Lynn, der erste Schritt ins Ausland.

### Börsengang und weiteres Wachstum
1999 ging das Unternehmen an die Börse. 2002 übernahm Pinguin seinen Joint-Venture-Partner Fisher Frozen Foods, er wurde umbenannt in Pinguin Foods UK, aus Légum’land Surgelés wurde Pinguin Aquitaine.
Der nächste Expansionsschritt erfolgte 2007 mit der Übernahme der britischen Unternehmen Padley Vegetables und Salvesen Foods sowie der belgischen Lutosa. Die nun als PinguinLutosa auftretende Gruppe hatte jetzt acht Produktionsstätten in drei Ländern und Verkaufsbüros weltweit. 2011 kamen D’Aucy Frozen Foods (Frankreich, Ungarn, Polen) und Scana Noliko (Belgien) hinzu. 2013 veräußerte man die Kartoffelsparte Lutosa an das kanadische Unternehmen McCain Foods, anschließend erhielt die restliche Gruppe einen neuen Namen: Greenyard Foods.
2014 übernahm Herwig Dejonghe die Tochtergesellschaft Pinguin Aquitaine und schied aus dem Unternehmen Greenyard Foods aus.

### Fusion mit Univeg und Peatinvest
Zum 19. Juni 2015 einigte sich Greenyard Foods mit der Univeg-Gruppe und der Peatinvest-Gruppe auf einen Zusammenschluss in Form eines Reverse Merger (Übernahme eines größeren durch ein kleineres Unternehmen).
- Greenyard Foods hatte zu dem Zeitpunkt 2200 Mitarbeiter, 13 Produktionsstätten in fünf Ländern (Belgien, Frankreich, Großbritannien, Polen und Ungarn) sowie Tochtergesellschaften und Verkaufsbüros auf fünf Kontinenten. Der Unternehmensteil Pinguin war Europas Nummer 2 im Sektor Tiefkühlgemüse und -obst, der Unternehmensteil Noliko Europas Nummer 5 im Sektor Konservengemüse und -früchte (Stand jeweils 2015).[4]
- Peatinvest NV ist ein Hersteller von Substraten für den Gartenbau (Marken: Peltracom im Erwerbsanbau, Agrofino für Hobbygärtner) mit 400 Mitarbeitern und neun Produktionsstätten in vier Ländern. Unter den europäischen Substratherstellern lag Peltracom auf Rang 3 (Stand 2015).
- Univeg, die mit Abstand größte der drei Gruppen, war (Stand 2015) in den Bereichen Frischobst und Frischgemüse weltweit die Nummer 2 – darüber hinaus war sie in den Märkten für Convenience-Produkte, Blumen und Pflanzen sowie im Transport- und Logistikgeschäft aktiv. Zum Zeitpunkt der Fusion (ohne die Ende 2014 abgetrennte The Fruitfarm Group) beschäftigte Univeg 4000 Mitarbeiter in 27 Ländern.

Namensgebendes Mutterunternehmen des Zusammenschlusses ist die bereits börsennotierte Greenyard Foods, das Gesamtunternehmen wurde nach der Fusion in Greenyard NV umfirmiert. Die Anteilseigner von Univeg und Peatinvest erhielten bei der Fusion Aktien von Greenyard Foods im Wert von 25,5 Millionen Euro. Hein Deprez, der Chairman von Univeg und Peatinvest, war mit einem Anteil von 46 % größter Aktionär des neuen Gesamtunternehmens.
Mit einem rechnerischen Gesamtumsatz von 3,9 Milliarden Euro und Aktivitäten in 26 Ländern entstand durch die Fusion der drei Gruppen das weltgrößte Produktionsunternehmen im Obst- und Gemüsemarkt, das mit Frisch-, Konserven- und Tiefkühlware das gesamte Verarbeitungsspektrum anbieten kann.

### Entwicklung seit 2015
Anfang 2016 wurde eine Vereinbarung zur Komplettübernahme des niederländischen Unternehmens Lutèce BV, dem größten europäischen Hersteller von Champignonkonserven, bekanntgegeben. Im Juni 2017 vereinbarte Greenyard Foods die Übernahme von Mykogen Polska, dem in Polen (zum Übernahmezeitpunkt) mit ungefähr 20 % Marktanteil führenden Hersteller von Pilzkultursubstraten, samt der Tochtergesellschaft Fungis für 93 Millionen Euro. Mykogen hat seine Produktionsstätten vorwiegend in Polen (dem größten Pilzproduktionsland Europas), aber auch in der Ukraine.

## Listerienausbruch
Durch eine große Rückrufaktion im Jahr 2018 wurde bekannt, dass Greenyard bereits jahrelang Probleme mit Listerienkontaminationen gehabt hatte, an denen mehrere Menschen starben. Mitte Juli 2018 wurde der Rückruf auf weitere Produkte ausgedehnt. Als Quelle der Kontamination konnte eine Produktionsstätte für Tiefkühlkost im ungarischen Ort Baja identifiziert werden. Das Werk wurde zwecks Elimination der Ursache zeitweise geschlossen. Kurz nach der genehmigten Wiedereröffnung wurde es im Juni 2019 an Roger & Roger, einen belgischen Handelsmarkenhersteller von Mais- und Kartoffelsnacks, verkauft.

## Weblink
- Website des Unternehmens

## Belege
1. ↑  Executive Management. Abgerufen am 29. Januar 2025.
2. 1 2  Greenyard: Annual Report 2019/2020. (PDF; 6,09 MB) Geschäftsbericht zum 31. März 2020, abgerufen am 8. November 2021 (englisch).
3. ↑  Euronext Celebrates the New Business Combination of Greenyard Foods, Univeg and Peatinvest.  Pressemitteilung von Euronext mit Details zum Verfahren des Zusammenschlusses, abgerufen am 8. November 2021.
4. ↑  Greenyard Foods explained: Marleen Vaesen, CEO. (Memento vom 4. März 2016 im Internet Archive)
5. ↑  UNIVEG, Peatinvest und Greenyard Foods einigten sich endgültig auf Fusion. (Memento vom 19. Mai 2015 im Internet Archive)
6. ↑  Champignons – Lutèce Experience Passion and Quality. (Memento vom 7. März 2016 im Internet Archive)
7. ↑  Abris to sell Mykogen Polska S.A., a leading European producer of mushroom substrate. Abgerufen am 8. November 2021.
8. ↑  Greenyard acquires leading mushroom substrate group. Abgerufen am 8. November 2021.
9. ↑  Greenyard übernimmt führende Pilzsubstratgruppe. (Memento vom 13. November 2017 im Internet Archive)
10. ↑  Greenyard ruft Tiefkühlgemüse von Penny, Clever und Echt Bio zurück. In: Nachrichten.at, 6. Juli 2018. Abgerufen am 8. November 2021.
11. ↑  Listerien: Nächster Gemüse-Mix betroffen. In: Heute.at, 15. Juli 2018. Abgerufen am 8. November 2021.
12. ↑  Joe Whitworth: Hungarian authorities did not improve controls after Listeria outbreak. In: Food Safety News, 4. Dezember 2019. Abgerufen am 8. November 2021.
13. ↑  Greenyard sells Hungary plant to Roger & Roger as part of transformation plan. In: Just Food, 3. Juni 2019. Abgerufen am 8. November 2021.